# エディ・バトラー
ティモシー・エドワード・バトラー（Timothy Edward Butler, 1991年3月13日 - ）は、アメリカ合衆国・バージニア州チェサピーク出身のプロ野球選手（投手）。右投両打。

## 経歴

### プロ入り前
2009年のMLBドラフト35巡目（全体1054位）でテキサス・レンジャーズから指名されたが、ラドフォード大学へ進学した。

### プロ入りとロッキーズ時代
2012年のMLBドラフト1巡目追補（全体46位）でコロラド・ロッキーズから指名され、6月12日に契約。パイオニアリーグのルーキー級グランドジャンクション・ロッキーズでプロデビュー。13試合（先発12試合）に登板して7勝1敗・防御率2.13・55奪三振の成績を残した。
2013年はまずA級アッシュビル・ツーリスツでプレーし、9試合に先発登板して5勝1敗・防御率1.66・51奪三振の成績を残した。5月にA+級モデスト・ナッツへ昇格。13試合に先発登板して3勝4敗・防御率2.39・67奪三振の成績を残した。8月にAA級タルサ・ドリラーズへ昇格。6試合に先発登板して1勝0敗・防御率0.65・25奪三振の成績を残した。
2014年はAA級タルサで開幕を迎え、11試合に先発登板。4勝4敗・防御率2.62の成績を残した。6月6日にロッキーズとメジャー契約を結び、同日のロサンゼルス・ドジャース戦で先発起用されメジャーデビュー。5.1回を投げ10安打6失点3四球と結果を残せず、メジャー初黒星を喫した。6月9日に右肩回旋筋腱板の損傷で、15日間の故障者リスト入りした。この年メジャーでは3試合に先発登板して1勝1敗・防御率6.75・3奪三振の成績を残した。
2015年は16試合に先発登板して3勝10敗・防御率5.90・44奪三振の成績を残した。
2016年は17試合（先発9試合）に登板して2勝5敗・防御率7.27・47奪三振の成績を残した。

### カブス時代
2017年2月1日にジェームズ・ファリスとのトレードで、シカゴ・カブスへ移籍した。開幕は傘下のAAA級アイオワ・カブスで迎え、5月12日に昇格。同日のセントルイス・カージナルス戦に先発し、6回を無失点の投球で移籍後初勝利を挙げた。

### レンジャーズ時代
2018年7月27日にコール・ハメルズとのトレードで、ローリー・レイシー及び後日発表選手と共にレンジャーズへ移籍した。レンジャーズでは22試合に登板し1勝を記録も、11月21日にFAとなった。

### NCダイノス時代
2018年12月3日に韓国・KBOリーグのNCダイノスと契約した。先発として13試合に登板したが、3勝6敗、防御率4.76の成績に終わり、2019年7月3日にNCよりウェーバー公示され、7月10日に自由契約選手として公示された。

### NC退団後
2020年6月17日に独立リーグ・アメリカン・アソシエーションのシカゴ・ドッグスと契約した。12試合に登板し、0勝7敗、防御率5.65の成績の終わり、シーズン終了後に退団した。
2021年5月4日に独立リーグ・アトランティックリーグのサザンメリーランド・ブルークラブスと契約したが、翌5日にカンザスシティ・ロイヤルズとマイナー契約を結び、AAA級オマハ・ストームチェイサーズに配属された。オマハでは27試合に登板して、7勝3敗1ホールド、防御率6.01の成績を残したが、9月8日に自由契約となった。
2022年4月13日にサザンメリーランド・ブルークラブスに復帰した。
2023年はアトランティックリーグのチャールストン・ダーティーバーズと契約したが、シーズン途中に退団した。

## 詳細情報

### 年度別投手成績
| 年 度    | 球 団    | 登 板 | 先 発 | 完 投 | 完 封 | 無 四 球 | 勝 利 | 敗 戦 | セ 丨 ブ | ホ 丨 ル ド | 勝 率 | 打 者 | 投 球 回 | 被 安 打 | 被 本 塁 打 | 与 四 球 | 敬 遠 | 与 死 球 | 奪 三 振 | 暴 投 | ボ 丨 ク | 失 点 | 自 責 点 | 防 御 率 | W H I P |
| -------- | -------- | ----- | ----- | ----- | ----- | -------- | ----- | ----- | -------- | ----------- | ----- | ----- | -------- | -------- | ----------- | -------- | ----- | -------- | -------- | ----- | -------- | ----- | -------- | -------- | ------- |
| 2014     | COL      | 3     | 3     | 0     | 0     | 0        | 1     | 1     | 0        | 0           | .500  | 76    | 16.0     | 23       | 2           | 7        | 1     | 0        | 3        | 0     | 0        | 12    | 12       | 6.75     | 1.88    |
| 2015     | COL      | 16    | 16    | 1     | 0     | 0        | 3     | 10    | 0        | 0           | .231  | 370   | 79.1     | 102      | 13          | 42       | 4     | 4        | 44       | 0     | 0        | 57    | 52       | 5.90     | 1.82    |
| 2016     | COL      | 17    | 9     | 0     | 0     | 0        | 2     | 5     | 0        | 0           | .286  | 293   | 64.0     | 87       | 13          | 21       | 1     | 3        | 47       | 1     | 0        | 57    | 51       | 7.17     | 1.69    |
| 2017     | CHC      | 13    | 11    | 0     | 0     | 0        | 4     | 3     | 0        | 0           | .571  | 237   | 54.2     | 50       | 4           | 28       | 2     | 2        | 30       | 3     | 0        | 24    | 24       | 3.95     | 1.43    |
| 2018     | CHC      | 8     | 0     | 0     | 0     | 0        | 1     | 1     | 0        | 0           | .500  | 75    | 17.2     | 16       | 1           | 7        | 0     | 0        | 11       | 1     | 0        | 10    | 8        | 4.08     | 1.30    |
| 2018     | TEX      | 22    | 0     | 0     | 0     | 0        | 1     | 2     | 2        | 2           | .333  | 153   | 32.0     | 43       | 10          | 12       | 1     | 2        | 18       | 5     | 0        | 24    | 23       | 6.47     | 1.72    |
| '18計    | TEX      | 30    | 0     | 0     | 0     | 0        | 2     | 3     | 2        | 2           | .400  | 228   | 49.2     | 59       | 11          | 19       | 1     | 2        | 29       | 6     | 0        | 34    | 31       | 5.62     | 1.57    |
| 2019     | NC       | 13    | 13    | 0     | 0     | 0        | 3     | 6     | 0        | 0           | .333  | 326   | 73.2     | 78       | 6           | 28       | 1     | 2        | 49       | 4     | 0        | 46    | 39       | 4.76     | 1.44    |
| MLB：5年 | MLB：5年 | 79    | 39    | 1     | 0     | 0        | 12    | 22    | 2        | 2           | .353  | 1204  | 263.2    | 321      | 43          | 117      | 9     | 11       | 153      | 10    | 0        | 184   | 170      | 5.80     | 1.66    |
| KBO：1年 | KBO：1年 | 13    | 13    | 0     | 0     | 0        | 3     | 6     | 0        | 0           | .333  | 326   | 73.2     | 78       | 6           | 28       | 1     | 2        | 49       | 4     | 0        | 46    | 39       | 4.76     | 1.44    |

- 2021年度シーズン終了時

### 記録
MiLB
- オールスター・フューチャーズゲーム選出：1回（2013年）

### 背番号
- 31（2014年 - 2016年）
- 33（2017年 - 2018年7月26日）
- 32（2018年7月27日 - 11月21日)
- 34（2019年）